# عالية منصور
عالية منصور (1396هـ /1976م) كاتبة سياسية وصحفية وناشطة سياسية سورية لبنانية.
ولدت في محافظة طرطوس. انخرطت في العمل السياسي منذ بداية الأزمة السورية. انضمت إلى المجلس الوطني السوري في 2011 كشخصية مستقلة. في 2013، انضمت إلى الائتلاف الوطني.، ممثلةً عن كتلة المجلس الوطني. استمرت عضويتها في الائتلاف حتى 2017. شغلت عضوية الهيئة السياسية للائتلاف فيو 2014، كاتبة عمود في مجلة "المجلة" الإخبارية الرائدة باللغة العربية.